# Osmia botitena
Osmia botitena là một loài Hymenoptera trong họ Megachilidae. Loài này được Cockerell mô tả khoa học năm 1909.